# Wessinghuizen
Wessinghuizen est un hameau qui fait partie de la commune de Stadskanaal, situé dans la province néerlandaise de Groningue.
Wessinghuizen est situé au nord-est d'Onstwedde, près du confluent, où le Ruiten-Aa et le Mussel-Aa forment le début du Westerwoldse Aa.
La première mention de Wessinghuizen remonte à 1391, lorsqu'Egge Addinga, seigneur de Westerwolde, y est assassiné.